# Барбі: Суперпринцеса
«Барбі: Суперпринцеса» (англ. Barbie in Princess Power) — американський анімаційний фільм 2015 року режисера Ізекіля Нортона, знята кінокомпанією Universal. Мультфільм «Barbie Суперпринцеса» став 31 за рахунком анімаційним фільмом, головною героїнею в якому стала лялька Барбі.

## Сюжет
В мультфільмі розповідається про принцесу Кару, яка живе звичайним життям у сучасному світі. Одного разу, Кара отримує магічні здібності і перетворюється в супер принцесу — вона навчилася літати, користуватися чарами і здатна перемогти будь-яке зло. Проте, чарівні сили отримує і її заздрісна кузина, перетворившись на темну принцесу. А тут ще на королівство хочуть напасти підступні вороги. Треба об'єднуватися, але чи зможуть дві ворогуючі сили об'єднатися, щоб звільнити королівство?

## Озвучували
- Келлі Шерідан — Кара / Суперпринцеса
- Брітт Ірвін — Корінн / темна принцеса
- Майкл Копса — барон фон Рендендейл
- Ребекка Гусейн — Медісон
- Челсі Міллер — Зоя
- Кіра Тозер — Макалія
- Патриція Дрейк — королева Каріна
- Майкл Адамтвайт — король Крістофф / будівельник
- Девід Кей — Вес Ріверс
- Аліссія Свалес — Габбі
- Гейб Кауф — Брюс
- Табіта Сен Жермен — Паркер
- Кетлін Барр — Ньютон
- Брайан Драммонд — поліцейський
- Майкл Дейнджерфілд — Ферахліт[2]